# Josina Z. Machel
Josina Ziyaya Machel (Maputo, abril de 1976) é uma ativista de direitos humanos de Moçambique, que foi relacionada na lista 100 Mulheres (BBC) de 2020. Seus pais eram Samora Machel, o primeiro presidente de Moçambique independente, e a líder humanitária e política Graça Machel (nascida Simbine); Nelson Mandela foi seu padrasto. Machel fundou o Movimento Kuhluka, que busca acabar com o estigma da violência doméstica e apoiar suas vítimas.
Machel nasceu em Maputo em abril de 1976. É filha do ex-presidente de Moçambique Samora Machel e da política e ativista social moçambicana Graça Machel, que mais tarde se casou com o político sul-africano Nelson Mandela. Seu pai escolheu para ela o nome da sua primeira mulher, a ativista feminista Josina Machel, como um tributo a ela. O pai de Machel morreu num acidente de avião, que alguns consideram ter sido um assassinato, quando ela tinha dez anos. Depois de sua mãe e Nelson Mandela terem começado um relacionamento, Machel mudou-se para a África do Sul e, a partir do casamento deles, tornou-se enteada de Mandela.
Machel estudou Sociologia e Ciência Política na Universidade da Cidade do Cabo, e depois estudou para o mestrado na London School of Economics, na mesma disciplina. A sua dissertação de mestrado foi intitulada “AIDS: Doença da Pobreza ou do Patriarcado”. Um resultado da sua pesquisa foi a publicação do artigo “Unsafe sexual behaviour among schoolgirls in Mozambique: a matter of gender and class (Comportamento sexual inseguro entre alunas em Moçambique: uma questão de género e classe”, que foi publicado no jornal Reproductive Health Matters.

## Ativismo
Em outubro de 2015, o seu então companheiro, Rofino Licuco, um homem de negócios moçambicano, atacou-a tão violentamente que um dos seus olhos teve que ser removido. Na época da agressão, Machel foi ameaçada e intimidada por homens conectados com Licuco, além de receber ligações telefónicas do próprio Licuco. Apesar disso, em agosto de 2020 o Tribunal Superior de Recurso de Moçambique reverteu o veredito de culpado contra Licuco, com o argumento de que não havia testemunhas. Josina recorreu da anulação para o Tribunal Supremo, ao mesmo temo que era impedida de mencionar Rufino nas suas capanhas contra a violência doméstica. Até ao final de 2022, o Tribunal Supremo ainda não se havia pronunciado sobre o caso.
Como sobrevivente de abuso doméstico, Machel transformou o seu trauma pessoal num esforço coletivo, fundando o Movimento Kuhluka, que em [Língua chope|chope]] (uma das línguas de Moçambique) significa “Renascido”. A organização busca desafiar a violência de género na África Austral e disponibilizar espaços seguros para as vítimas de violência doméstica.
Ela também é cofundadora da companhia de seguros Protect-Her-Life, que provê auxílio de emergência para mulheres, por meio dos seus pacotes de seguro e saúde de emergência.
Adicionalmente, Machel é a curadora do Fundo Graça Machel. e é diretora do Centro de Documentação Samora Machel. Trabalhou também para o ABC Atlas Mara em Moçambique e outras organizações internacionais, inclusive o Emerald Group e o Instituto Zizile para Recuperação da Criança.

## Prémios e homenagens
Machel foi indicada para diversos prémios e homenagens, incluindo:
- Trailblazer Award, pela American SOHO (Saving Orphans through Healthcare and Outreach – em português: “Salvando Órfãos pelo Cuidado com a Saúde e Superação”) em 2016[15]
- Membro inaugural do Mama Albertina Sisulu 100 Women of Fortitude Group[13]
- 100 Women List, escolhida pela BBC em 23 de novembro de 2020.[5][16]